# Richard Oertel (Kunsthistoriker)
Richard Edwin Oertel (* 1865 auf Gut Großhermsdorf bei Leipzig; † 18. September 1943 in Miltach) war ein deutscher Kunsthistoriker und Sammler.

## Leben
Richard Oertel war der Sohn des Gutsbesitzers Johann Ferdinand Oertel und der Agnes Luise Oertel (geb. Hucho). Er besuchte das Gymnasium in Altenburg und studierte danach Jura und Kunstgeschichte. Nach seiner Promotion arbeitete er als Privatgelehrter in Göttingen und München.
In München hatte er engen Kontakt u. a. zu Wilhelm Leibl, Max Slevogt, Thomas Mann, Ludwig Thoma, Stefan George, Richard Strauss, Wilhelm von Bode, Heinrich Wölfflin und Wilhelm Worringer.
Nachdem er erste Graphiken schon als Schüler gesammelt hatte, widmete er sich ab Anfang der 1890er der altdeutschen Holzplastik. Seine Sammlung umfasste nach zwanzig Jahren spätgotische Skulpturen aus Ober- und Niederbayern, Tirol, Schwaben und der Oberrhein-Gegend. Darunter waren etwa die Dangolsheimer Madonna, die Madonna aus Marklkofen von Hans Leinberger, der Hl. Sigismund vom Freisinger Hochalterretabel von Jakob Kaschauer, die große Madonna vom Kaufbeurer Hochaltar Michel Erharts, der Christophorus aus Babenhausen von Hans Thoman, eine Madonna aus dem Schongauer Altärchen und eine Ulmer Madonna, alle aus dem 15. Jahrhundert.
1913 musste er seine Sammlung teilweise versteigern, Werke gingen unter anderem ins Berliner Kaiser-Friedrich-Museum, Kunstmuseum Düsseldorf, nach München und Stuttgart. 1919 kaufte das Bayerische Nationalmuseum in München die Madonna von Michel Erhart. 1979 wurde in München ein weiteres Viertel seiner Sammlung versteigert.
Richard Oertel verstarb 1943 in Schloss Miltach, welches er 1920 gekauft hatte.
Sein Sohn Edwin war Jurist, seine Töchter Hildegard Agnes und Elfride waren ebenfalls Kunsthistorikerinnen.

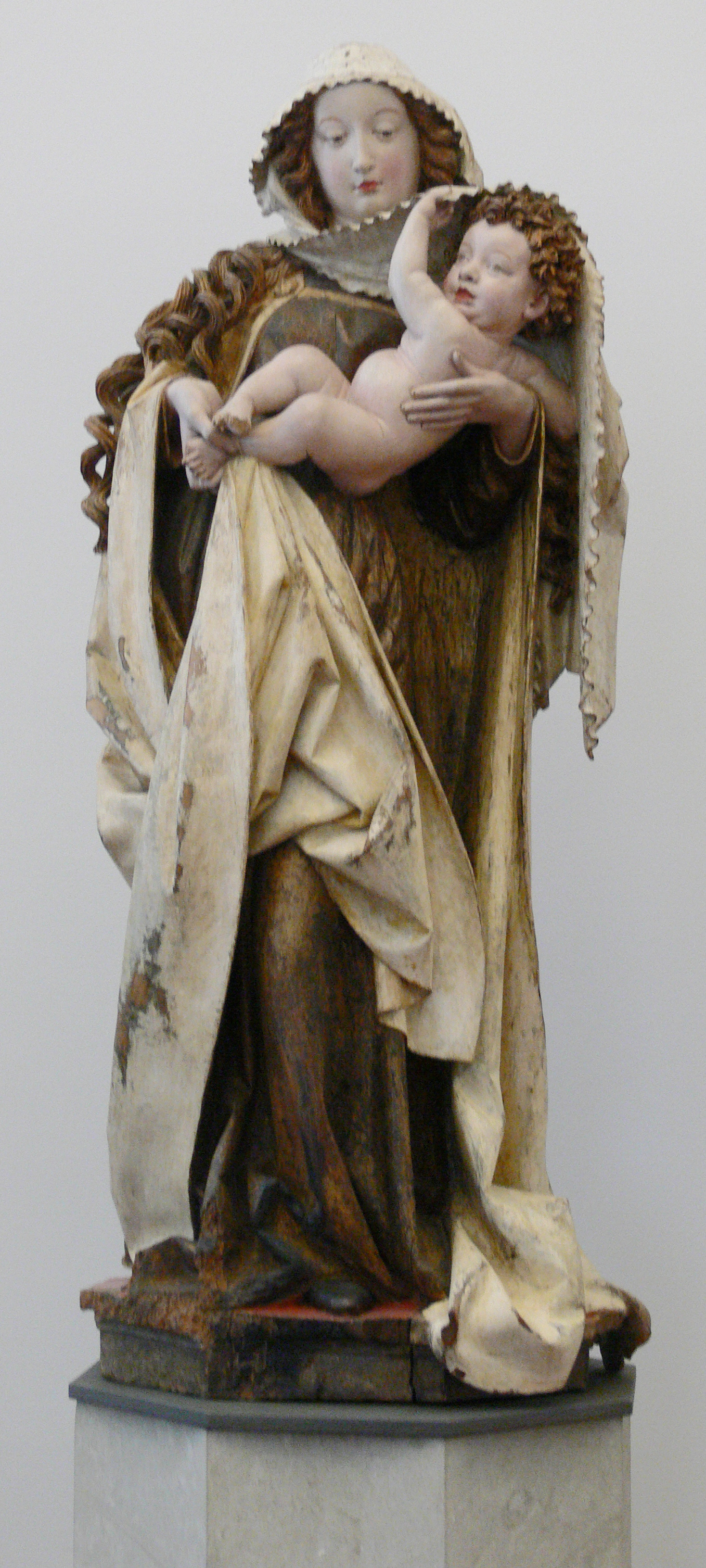
Die Dangolsheimer Muttergottes
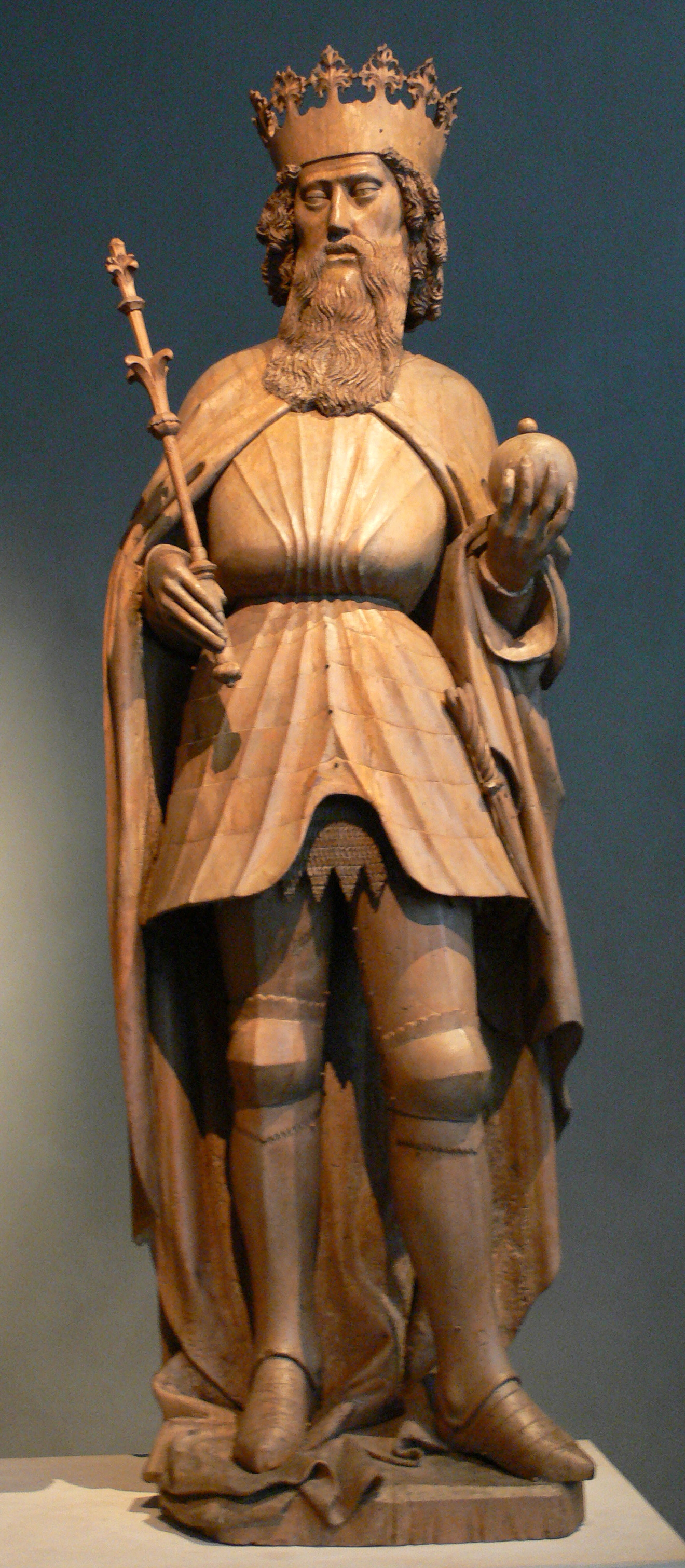
Hl. Sigismund vom Hochaltarretabel Freising

## Veröffentlichungen (Auswahl)
- Francisco de Goya, 1907
- Zur Lebensgeschichte des Dichters und Malers Friedrich Müller, 1875